# ترپو کارنیکو
ترپو کارنیکو (به ایتالیایی: Treppo Carnico) یک کومونه در ایتالیا است که در استان اودینه واقع شده‌است.

## خصوصیات
ترپو کارنیکو ۱۸٫۷ کیلومترمربع مساحت و ۶۵۲ نفر جمعیت دارد و ۶۷۱ متر بالاتر از سطح دریا واقع شده‌است.